# Clásica de Almería 2017
La 30e édition de la Clásica de Almería a lieu le 12 février 2017. La course fait partie du calendrier UCI Europe Tour 2017 en catégorie 1.1.

## Présentation

### Équipes
Classée en catégorie 1.1 de l'UCI Europe Tour, la Clásica de Almería est par conséquent ouverte aux WorldTeams dans la limite de 50 % des équipes participantes, aux équipes continentales professionnelles, aux équipes continentales et aux équipes nationales.
Dix-sept équipes participent à cette Clásica de Almería - six WorldTeams, neuf équipes continentales professionnelles et deux équipes continentales :
| WorldTeams (6)- Bahrain-Merida - Bora-Hansgrohe - Katusha-Alpecin - Lotto-Soudal - Movistar Team - Orica-Scott Équipes continentales professionnelles (9)- Caja Rural-Seguros RGA - CCC Sprandi Polkowice - Cofidis, Solutions Crédits - Direct Énergie - Gazprom-RusVelo - Roompot-Nederlandse Loterij - Sport Vlaanderen-Baloise - Verandas Willems-Crelan - Wanty-Groupe Gobert Équipes continentales (2)- Burgos-BH - Euskadi Basque Country-Murias |
| |

## Classements

### Classement final
| \| Classement général \| Classement général \| Classement général \| Classement général \| Classement général \| \| Coureur \| Coureur \| Pays \| Équipe \| Temps \| \| ------------------ \| ------------------- \| ------------------ \| --------------------------- \| ------------------ \| \| 1er \| Magnus Cort Nielsen \| Danemark \| Orica-Scott \| 4 h 31 min 22 s \| \| 2e \| Rüdiger Selig \| Allemagne \| Bora-Hansgrohe \| + 0 s \| \| 3e \| Jens Debusschere \| Belgique \| Lotto-Soudal \| + 0 s \| \| 4e \| Carlos Barbero \| Espagne \| Movistar Team \| + 0 s \| \| 5e \| Amaury Capiot \| Belgique \| Sport Vlaanderen-Baloise \| + 0 s \| \| 6e \| Baptiste Planckaert \| Belgique \| Katusha-Alpecin \| + 0 s \| \| 7e \| Maciej Paterski \| Pologne \| CCC Sprandi Polkowice \| + 0 s \| \| 8e \| Daniel López \| Espagne \| Burgos-BH \| + 0 s \| \| 9e \| Raymond Kreder \| Pays-Bas \| Roompot-Nederlandse Loterij \| + 0 s \| \| 10e \| Jonas Van Genechten \| Belgique \| Cofidis, Solutions Crédits \| + 0 s \| |                     |           |                             |                 |
| |                     |           |                             |                 |
| Sources : ProCyclingStats Cycling Quotient Cycling Archives |                     |           |                             |                 |
| Classement général |                     |           |                             |                 |
| Coureur | Coureur             | Pays      | Équipe                      | Temps           |
| 1er | Magnus Cort Nielsen | Danemark  | Orica-Scott                 | 4 h 31 min 22 s |
| 2e | Rüdiger Selig       | Allemagne | Bora-Hansgrohe              | + 0 s           |
| 3e | Jens Debusschere    | Belgique  | Lotto-Soudal                | + 0 s           |
| 4e | Carlos Barbero      | Espagne   | Movistar Team               | + 0 s           |
| 5e | Amaury Capiot       | Belgique  | Sport Vlaanderen-Baloise    | + 0 s           |
| 6e | Baptiste Planckaert | Belgique  | Katusha-Alpecin             | + 0 s           |
| 7e | Maciej Paterski     | Pologne   | CCC Sprandi Polkowice       | + 0 s           |
| 8e | Daniel López        | Espagne   | Burgos-BH                   | + 0 s           |
| 9e | Raymond Kreder      | Pays-Bas  | Roompot-Nederlandse Loterij | + 0 s           |
| 10e | Jonas Van Genechten | Belgique  | Cofidis, Solutions Crédits  | + 0 s           |

### UCI Europe Tour
Cette Clásica de Almería attribue des points pour l'UCI Europe Tour 2017, par équipes seulement aux coureurs des équipes continentales professionnelles et continentales, individuellement à tous les coureurs sauf ceux faisant partie d'une équipe ayant un label WorldTeam.
| Position,          | 1er | 2e | 3e | 4e | 5e | 6e | 7e | 8e | 9e | 10e | 11e | 12e | 13e à 15e | 16e à 25e |
| Classement général | 125 | 85 | 70 | 60 | 50 | 40 | 35 | 30 | 25 | 20  | 15  | 10  | 5         | 3         |

## Liste des participants
| Légende | Légende                                                                    | Légende | Légende                                                    |
| ------- | -------------------------------------------------------------------------- | ------- | ---------------------------------------------------------- |
| Num     | Dossard de départ porté par le coureur sur cette Clásica de Almería        | Pos     | Position à l'arrivée de la course                          |
|         | Indique un maillot de champion national ou mondial, suivi de sa spécialité | NP      | Indique un coureur qui n'a pas pris le départ de la course |
| AB      | Indique un coureur qui n'a pas terminé la course                           | HD      | Indique un coureur qui a terminé la course hors des délais |

| Katusha-Alpecin KAT | Katusha-Alpecin KAT       | Katusha-Alpecin KAT |
| ------------------- | ------------------------- | ------------------- |
| Num                 | Coureur                   | Pos                 |
| 1                   | Maxim Belkov (RUS)        | 88e                 |
| 2                   | Robert Kišerlovski (CRO)  | 54e                 |
| 3                   | Marco Mathis (GER)        | 56e                 |
| 4                   | Baptiste Planckaert (BEL) | 6e                  |
| 5                   | Jhonatan Restrepo (COL)   | 57e                 |
| 6                   | Simon Špilak (SLO)        | 50e                 |
| 7                   | Ángel Vicioso (ESP)       | 94e                 |
| Directeur sportif : |                           |                     |

| Gazprom-RusVelo GAZ | Gazprom-RusVelo GAZ       | Gazprom-RusVelo GAZ |
| ------------------- | ------------------------- | ------------------- |
| Num                 | Coureur                   | Pos                 |
| 11                  | Roman Maikin (RUS)        | 12e                 |
| 12                  | Kirill Sveshnikov (RUS)   | 25e                 |
| 13                  | Dmitry Kozontchuk (RUS)   | 90e                 |
| 14                  | Sergey Firsanov (RUS)     | 49e                 |
| 15                  | Alexander Foliforov (RUS) | 89e                 |
| 16                  | Evgeny Shalunov (RUS)     | 55e                 |
| 17                  | Igor Boev (RUS)           | 33e                 |
| Directeur sportif : |                           |                     |

| Direct Énergie DEN  | Direct Énergie DEN      | Direct Énergie DEN |
| ------------------- | ----------------------- | ------------------ |
| Num                 | Coureur                 | Pos                |
| 21                  | Thomas Boudat (FRA)     | 38e                |
| 22                  | Romain Cardis (FRA)     | 103e               |
| 23                  | Bryan Coquard (FRA)     | 105e               |
| 24                  | Romain Guillemois (FRA) | 99e                |
| 25                  | Paul Ourselin (FRA)     | 69e                |
| 26                  | Adrien Petit (FRA)      | 104e               |
| 27                  | Angelo Tulik (FRA)      | 15e                |
| Directeur sportif : |                         |                    |

| Orica-Scott ORS     | Orica-Scott ORS               | Orica-Scott ORS |
| ------------------- | ----------------------------- | --------------- |
| Num                 | Coureur                       | Pos             |
| 31                  | Luka Mezgec (SLO)             | 28e             |
| 32                  |                               |                 |
| 33                  | Mathew Hayman (AUS)           | 44e             |
| 34                  | Sam Bewley (NZL)              | 80e             |
| 35                  | Jens Keukeleire (BEL)         | 100e            |
| 36                  | Magnus Cort Nielsen (DEN)     | 1er             |
| 37                  | Christopher Juul Jensen (DEN) | 96e             |
| Directeur sportif : |                               |                 |

| Cofidis COF         | Cofidis COF               | Cofidis COF |
| ------------------- | ------------------------- | ----------- |
| Num                 | Coureur                   | Pos         |
| 41                  | Jérôme Cousin (FRA)       | 98e         |
| 42                  | Cyril Lemoine (FRA)       | 106e        |
| 43                  | Yoann Bagot (FRA)         | 109e        |
| 44                  | Rayane Bouhanni (FRA)     | 64e         |
| 45                  | Florian Sénéchal (FRA)    | 41e         |
| 46                  | Jonas Van Genechten (BEL) | 10e         |
| 47                  | Michael Van Staeyen (BEL) | 26e         |
| Directeur sportif : |                           |             |

| Movistar MOV        | Movistar MOV          | Movistar MOV |
| ------------------- | --------------------- | ------------ |
| Num                 | Coureur               | Pos          |
| 51                  | Jorge Arcas (ESP)     | 37e          |
| 52                  | Carlos Barbero (ESP)  | 4e           |
| 53                  | Rubén Fernández (ESP) | 67e          |
| 54                  | Gorka Izagirre (ESP)  | 71e          |
| 55                  | Antonio Pedrero (ESP) | 95e          |
| 56                  | Marc Soler (ESP)      | 86e          |
| 57                  | Jasha Sütterlin (GER) | 22e          |
| Directeur sportif : |                       |              |

| Roompot-Nederlandse Loterij RNL | Roompot-Nederlandse Loterij RNL | Roompot-Nederlandse Loterij RNL |
| ------------------------------- | ------------------------------- | ------------------------------- |
| Num                             | Coureur                         | Pos                             |
| 61                              | Raymond Kreder (NED)            | 9e                              |
| 62                              | Tim Ariesen (NED)               | 29e                             |
| 63                              | Berden de Vries (NED)           | 78e                             |
| 64                              | Jeroen Meijers (NED)            | 97e                             |
| 65                              | Elmar Reinders (NED)            | 40e                             |
| 66                              | Oscar Riesebeek (NED)           | 58e                             |
| 67                              | Etienne van Empel (NED)         | 39e                             |
| Directeur sportif :             |                                 |                                 |

| Bora-Hansgrohe BOH  | Bora-Hansgrohe BOH        | Bora-Hansgrohe BOH |
| ------------------- | ------------------------- | ------------------ |
| Num                 | Coureur                   | Pos                |
| 71                  | Pascal Ackermann (GER)    | 102e               |
| 72                  | Cesare Benedetti (ITA)    | 59e                |
| 73                  | Silvio Herklotz (GER)     | 24e                |
| 74                  | Matteo Pelucchi (ITA)     | AB                 |
| 75                  | Christoph Pfingsten (GER) | 42e                |
| 76                  | Michael Schwarzmann (GER) | 43e                |
| 77                  | Rüdiger Selig (GER)       | 2e                 |
| Directeur sportif : |                           |                    |

| CCC Sprandi Polkowice CCC | CCC Sprandi Polkowice CCC | CCC Sprandi Polkowice CCC |
| ------------------------- | ------------------------- | ------------------------- |
| Num                       | Coureur                   | Pos                       |
| 81                        | Piotr Brożyna (POL)       | 62e                       |
| 82                        | Leszek Pluciński (POL)    | 23e                       |
| 83                        | Maciej Paterski (POL)     | 7e                        |
| 84                        | Marcin Mrożek (POL)       | 65e                       |
| 85                        | Łukasz Owsian (POL)       | 52e                       |
| 86                        | Felix Großschartner (AUT) | 68e                       |
| 87                        | Jan Tratnik (SLO) (Route) | 14e                       |
| Directeur sportif :       |                           |                           |

| Lotto-Soudal LTS    | Lotto-Soudal LTS         | Lotto-Soudal LTS |
| ------------------- | ------------------------ | ---------------- |
| Num                 | Coureur                  | Pos              |
| 91                  | Tiesj Benoot (BEL)       | 101e             |
| 92                  | Jens Debusschere (BEL)   | 3e               |
| 93                  | Tony Gallopin (FRA)      | 60e              |
| 94                  | Frederik Frison (BEL)    | AB               |
| 95                  | Tosh Van der Sande (BEL) | 70e              |
| 96                  | Jürgen Roelandts (BEL)   | 32e              |
| 97                  | Jelle Wallays (BEL)      | 83e              |
| Directeur sportif : |                          |                  |

| Sport Vlaanderen-Baloise SVB | Sport Vlaanderen-Baloise SVB | Sport Vlaanderen-Baloise SVB |
| ---------------------------- | ---------------------------- | ---------------------------- |
| Num                          | Coureur                      | Pos                          |
| 101                          | Amaury Capiot (BEL)          | 5e                           |
| 102                          | Kevin Deltombe (BEL)         | 16e                          |
| 103                          | Maxime Farazijn (BEL)        | 27e                          |
| 104                          | Ruben Pols (BEL)             | 61e                          |
| 105                          | Eliot Lietaer (BEL)          | 81e                          |
| 106                          | Kenneth Van Rooy (BEL)       | 93e                          |
| 107                          | Jens Wallays (BEL)           | 73e                          |
| Directeur sportif :          |                              |                              |

| Bahrain-Merida TBM  | Bahrain-Merida TBM                    | Bahrain-Merida TBM |
| ------------------- | ------------------------------------- | ------------------ |
| Num                 | Coureur                               | Pos                |
| 111                 | Jon Ander Insausti (ESP)              | AB                 |
| 112                 | Ion Izagirre (ESP) (Contre-la-montre) | 72e                |
| 113                 | Javier Moreno (ESP)                   | 66e                |
| 114                 | Antonio Nibali (ITA)                  | 84e                |
| 115                 | Domen Novak (SLO)                     | 77e                |
| 116                 | David Per (SLO)                       | 46e                |
| 117                 | Luka Pibernik (SLO)                   | 13e                |
| Directeur sportif : |                                       |                    |

| Caja Rural-Seguros RGA CJR | Caja Rural-Seguros RGA CJR | Caja Rural-Seguros RGA CJR |
| -------------------------- | -------------------------- | -------------------------- |
| Num                        | Coureur                    | Pos                        |
| 121                        | Josu Zabala (ESP)          | 85e                        |
| 122                        | Dylan Page (SUI)           | 18e                        |
| 123                        | Jon Irisarri (ESP)         | 79e                        |
| 124                        | Justin Oien (USA)          | 87e                        |
| 125                        | Chris Butler (USA)         | 108e                       |
| 126                        | Diego Rubio (ESP)          | 36e                        |
| 127                        | Alex Aranburu (ESP)        | AB                         |
| Directeur sportif :        |                            |                            |

| Wanty-Groupe Gobert WGG | Wanty-Groupe Gobert WGG        | Wanty-Groupe Gobert WGG |
| ----------------------- | ------------------------------ | ----------------------- |
| Num                     | Coureur                        | Pos                     |
| 131                     | Jérôme Baugnies (BEL)          | 51e                     |
| 132                     | Kevin Van Melsen (BEL)         | 45e                     |
| 133                     | Mark McNally (GBR)             | 30e                     |
| 134                     | Yoann Offredo (FRA)            | 21e                     |
| 135                     | Andrea Pasqualon (ITA)         | 11e                     |
| 136                     | Guillaume Van Keirsbulck (BEL) | 53e                     |
| 137                     | Pieter Vanspeybrouck (BEL)     | 19e                     |
| Directeur sportif :     |                                |                         |

| Euskadi Basque Country-Murias EUS | Euskadi Basque Country-Murias EUS | Euskadi Basque Country-Murias EUS |
| --------------------------------- | --------------------------------- | --------------------------------- |
| Num                               | Coureur                           | Pos                               |
| 141                               | Garikoitz Bravo (ESP)             | AB                                |
| 142                               | Beñat Txoperena (ESP)             | 35e                               |
| 143                               | Julen Irizar (ESP)                | 20e                               |
| 144                               | Adrián González (ESP)             | 48e                               |
| 145                               | Mikel Bizkarra (ESP)              | 74e                               |
| 146                               | Imanol Estévez (ESP)              | AB                                |
| 147                               | Ander Barrenetxea (ESP)           | 82e                               |
| Directeur sportif :               |                                   |                                   |

| Verandas Willems-Crelan VWC | Verandas Willems-Crelan VWC | Verandas Willems-Crelan VWC |
| --------------------------- | --------------------------- | --------------------------- |
| Num                         | Coureur                     | Pos                         |
| 151                         | Gaëtan Bille (BEL)          | 91e                         |
| 152                         | Dries De Bondt (BEL)        | 31e                         |
| 153                         | Timothy Dupont (BEL)        | 75e                         |
| 154                         | Michael Goolaerts (BEL)     | 34e                         |
| 155                         | Aidis Kruopis (LTU)         | 17e                         |
| 156                         | Elias Van Breussegem (BEL)  | AB                          |
| 157                         | Stef Van Zummeren (BEL)     | 92e                         |
| Directeur sportif :         |                             |                             |

| Burgos BH BBH       | Burgos BH BBH        | Burgos BH BBH |
| ------------------- | -------------------- | ------------- |
| Num                 | Coureur              | Pos           |
| 161                 | Raúl Castrillo (ESP) | AB            |
| 162                 | Álvaro Robredo (ESP) | 107e          |
| 163                 | Jorge Cubero (ESP)   | AB            |
| 164                 | Joan Ruiz (ESP)      | 47e           |
| 165                 | Daniel López (ESP)   | 8e            |
| 166                 | Marcos Jurado (ESP)  | 76e           |
| 167                 | Igor Merino (ESP)    | 63e           |
| Directeur sportif : |                      |               |